# Ференц Зенте
Ференц Зенте (угор. Zenthe Ferenc; 20 квітня 1920 — 30 липня 2006) — угорський актор, обраний як Актор Нації, володар премії Кошута та заслужений артист Угорщини. Прославився своїми ролями у історичному серіалі A Tenkes Kapitánya та мильній опері Szomszédok. Його визнають як одного з найбільших талантів свого покоління. 

## Життя і кар'єра
Ференц Зенте народився 20 квітня 1920 року у Шалгобані (тепер частина Шалготар'яна) у сім'ї шахтаря-інженера. Він відвідував цистеріанську школу в Егері. Після закінчення школи вчився в Університеті Корвіна, який залишив задля Академії акторського мистецтва 1941 року. Однак в академії він пробув всього рік, через початок Другої світової війни. У 1945 році він приєднався до Національного театру у Печі, а через два роки до Національного театру у Дьйорі. 1949 року він перейшов до театру у Дебрецені, а 1952 — до театру в Будапешті, де він пропрацював до кінця життя. 
Обожнюваний публікою починаючи з початку своєї кар'єри, він отримав велику кількість ролей у теле кіно індустрії, яка відновлювалась. 
Помер Зенте 30 липня 2006 року від пневмонії та похований на цвинтарі Фаркашреті. 

## Нагороди
- 1954, 1968 — премія Яшай Марі
- 1975 — Заслужений артист Угорщини
- 1984 — премія кінокритиків
- 1992 — премія Erzsébet
- 1993 — премія Угорської гільдії акторів
- 1995 — офіцерський хрест Угорщини
- 1997 — премія Кошута
- 2000 — почесний громадянин Шиклоша
- 2003 — почесний громадянин Шалготар'яна
- 2005 — премія Угорського спадку
- 2005 — актор Угорської нації

## Фільмографія
- Rákóczi hadnagya (1953)
- Föltámadott a tenger (1953)
- Kétszer kettő néha 5 (1954)
- Gábor diák (1955)
- Mese a 12 találatról (1956)
- A nagyrozsdási eset (1957)
- Csendes otthon (1957)
- Szerelem csütörtök (1959)
- Kard és kocka (1959)
- Kölyök (1959)
- Fapados szerelem (1960)
- Az arc nélküli város (1960)
- Alázatosan jelentem! (1960)
- Felmegyek a miniszterhez (1961)
- Jó utat autóbusz! (1961)
- Különös tárgyalás (1961)
- Mindenki gyanús (1961)
- Angyalok földjén (1962)
- Meztelen diplomata (1963)
- Tücsök (1963)
- Hivatalos utazás (1963)
- Lajos király válik (1964)
- Játék a múzeumban (1965)
- Két találkozás (1965)
- Patyolat akció (1965)
- A férfi egészen más (1966)
- Énekesmadár (1967)
- Зірки Еґера (1968)
- A beszélő köntös (1968)
- Szemüvegesek (1968)
- Legenda a páncélvonatról (1969)
- Az örökös (1969)
- Őrjárat az égen (1969)
- Végállomás, kiszállni! (1970)
- A gyilkos a házban van (1970)
- Márton bátyám (1970)
- Vargabetű (1970)
- Hahó Öcsi! (1970)
- Vidám elefántkór (1970)
- Tisztújítás (1970)
- Valaki a sötétből (1970)
- Játék olasz módra (1970)
- Barátság (1970)
- Jó estét nyár, jó estét szerelem! (1971)
- Fegyház a körúton (1971)
- Remetekan (1971)
- Öngyilkos (1971)
- Fuss, hogy utolérjenek (1972)
- Az ördög cimborája (1972)
- Romantika (1972)
- Illatos út a semmibe (1972)
- A vőlegény nyolckor érkezik (1972)
- Irgalom (1973)
- Egy szerelem három éjszakája (1973)
- A törökfejes kopja (1973)
- Egy srác fehér lovon (1973)
- Bekötött szemmel (1974)
- Csata a hóban (1975)
- A méla tempefői (1975)
- A tragédia próbája (1975)
- Beszterce ostroma (1976)
- Csaló az üveghegyen (1976)
- Robog az úthenger (1976)
- Utolsó a padban (1976)
- Sir John Falstaff (1977)
- Családi kör (1977)
- Mire megvénülünk (1978)
- A világ közepe (1979)
- Égigérő fű (1979)
- A világ közepe (1979)
- Petőfi (1980)
- A Pogány Madonna (1980)
- A névtelen vár (1981)
- Csak semmi pánik (1982)
- Különös házasság (1983)
- Jób lázadása (1983)
- Erdő (1984)
- Megfelelő ember kényes feladatra (1984)
- Leányvásár (1984)
- Utazás az öreg autóval (1985)
- A három nővér (1985)
- Az elvarázsolt dollár (1985)
- II. József (1985)
- A csodakarikás (1986)
- A fantasztikus nagynéni (1986)
- Gyökér és vadvirág (1987)
- Halál sekély vízben (1993)
- Európa messze van (1994)
- Komédiások (2000)
- Zsaruvér és Csigavér I.: A királyné nyakéke (2001)
- Csocsó, avagy éljen május elseje! (2001)
- Zsaruvér és Csigavér II.: Több tonna kámfor (2002)
- Magyar vándor (2004)

## Телесеріали
- A Tenkes kapitánya (1963)
- Princ, a katona (1966)
- Oly korban éltünk (1966)
- Tüskevár (1967)
- Őrjárat az égen (1969)
- Bors (1968)
- Rózsa Sándor (1970)
- A fekete város (1971)
- Vivát, Benyovszky! (1975)
- Szomszédok (1987-1999)
- Kerek világ (1988)
- Komédiások (2000)
- Sobri (2003)